# Aptameer

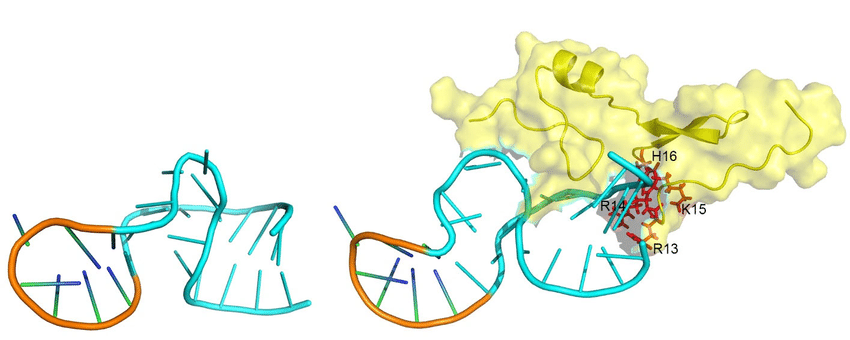
Een aptameer dat zich bindt aan een doeleiwit (geel). De delen van het aptameer die tijdens binding veranderen van conformatie, zijn weergegeven in blauw. Dit aptameer wordt ingezet als angiogeneseremmer.

Een aptameer (afgeleid van het Latijnse woord aptare: 'passen') is een meestal enkelstrengs RNA- of DNA-molecuul dat zeer specifiek aan een bepaald doelmolecuul kan binden. Het doelmolecuul verschilt per aptameer en is in veel gevallen een eiwit of een oligopeptide, maar kan ook een ion of een suikermolecuul zijn. De binding van een aptameer op zijn target kan van zeer hoge chemische affiniteit zijn, met een Kd van pM tot μM.
Als het aptameer zijn target bindt, ondergaat het een conformatieverandering. Aptameren komen in de natuur voor maar kunnen ook chemisch geproduceerd worden. Ze worden gebruikt in fundamenteel onderzoek en voor medische en industriële doeleinden.

## Structuur
Aptameren hebben vaak een ingewikkelde secundaire structuur die ontstaat door interne baseparing. De vouwing van het molecuul is dusdanig dat het zijn ligand zeer specifiek bindt.

## Natuurlijke aptameren
Ribozymen, RNA-moleculen met een enzymatische functie, kunnen tot de aptameren worden gerekend. Ze binden specifiek aan hun doelwit - dat ze in sommige gevallen zelf zijn - en ondergaan een conformatieverandering waardoor ze hun functie kunnen uitvoeren. De ribosomen bestaan voor het grootste gedeelte uit RNA. Dit RNA kan ook tot de aptameren worden gerekend want ook dit bindt zeer specifiek aan een ligand - namelijk mRNA - en ondergaat daardoor een conformatieverandering.
Een derde soort in de natuur voorkomende aptameren is de riboswitch. Dat is een RNA-sequentie die betrokken is bij het reguleren van genexpressie. Als de riboswitch zijn ligand bindt, verandert zijn conformatie waardoor een gen dat eerst niet tot expressie kwam, tot expressie komt, of andersom. Een riboswitch kan werken op transcriptieniveau of op translatieniveau.

## SELEX-methode
Een veelgebruikte methode om nieuwe aptameren te ontwikkelen, is de SELEX-methode. SELEX staat voor "Systematic Evolution of Ligands by Exponential Enrichment" oftewel "systematische evolutie van liganden door middel van exponentiële verrijking", waarin ligand niet naar het molecuul verwijst dat gebonden wordt, maar naar het aptameer zelf. Bij deze methode wordt het te binden ligand toegevoegd aan een mengsel dat zo'n 1013 tot 1015 verschillende, willekeurige nucleotidesequenties bevat. De ongebonden oligonucleotiden worden weggespoeld. Dan volgt een elutiestap, waarin de oligonucleotiden die wel aan de ligand gebonden zijn, loslaten. Deze sequenties worden vermenigvuldigd door middel van PCR. Aan deze geselecteerde en vermenigvuldigde sequenties wordt het ligand toegevoegd en het hele proces wordt ongeveer tien maal herhaald, afhankelijk van de gewenste mate van binding. De sequenties gaan een competitie met elkaar aan om aan het ligand te binden. Het is dus een vorm van evolutie in vitro.
Twee laboratoria hebben onafhankelijk van elkaar deze methode ontwikkeld in 1990: het 'Gold lab' en het 'Szostak lab'.

## Toepassingen van aptameren
Aptameren kunnen mogelijk gebruikt worden voor toepassingen waarvoor nu antilichamen gebruikt worden. Het is mogelijk aptameren te genereren die binden aan bepaalde virusdeeltjes. Net als antilichamen binden aptameren zeer specifiek. Voordelen van aptameren ten opzichte van antilichamen zijn dat ze chemisch te produceren zijn, geen immuunreactie in gang zetten en niet koel bewaard hoeven te worden. Antilichamen zijn eiwitten; bij hogere temperaturen denatureren ze. Doordat de omstandigheden in een reageerbuis niet hetzelfde zijn als in een cel, vouwt een gedenatureerd antilichaam niet netjes terug in zijn oorspronkelijke vorm als het afgekoeld wordt. Een gedenatureerde aptameer daarentegen kan renatureren.
Het medicijn pegaptanib tegen leeftijd-gerelateerde maculadegeneratie - een oogaandoening die tot blindheid kan leiden - is een aptameer die bindt aan eiwitten die bij de ziekte betrokken zijn, waardoor deze geblokkeerd worden en het ziekteverloop vertraagd wordt.
Het vermogen van aptameren om een bepaald eiwit te binden kan ook gebruikt worden in fundamenteel onderzoek naar de werking van eiwitten.
Hun specificiteit maakt aptameren tevens erg geschikt voor biosensoren (die worden dan aptasensoren genoemd).